# 삼태기
삼태기는 대오리나 싸리 등으로 엮어서 만들며, 흙·쓰레기·거름을 담아 나르는 데 사용한다. 재료는 싸리·대오리·칡덩굴·짚 등이다. 아궁이의 재를 담아서 버리거나 흙이나 쓰레기를 나르기도 하며, 지게로 져낸 거름을 삼태기에 담아 뿌리기도 한다.

## 참고 문헌
- 이 문서에는 다음커뮤니케이션(현 카카오)에서 GFDL 또는 CC-SA 라이선스로 배포한 글로벌 세계대백과사전의 내용을 기초로 작성된 글이 포함되어 있습니다.